# Пінон білогорлий
Пі́нон білогорлий (Ducula mullerii) — вид голубоподібних птахів родини голубових (Columbidae). Мешкає на Новій Гвінеї та на сусідніх островах. Вид названий на честь німецького натураліста Саломона Мюллера.

## Опис

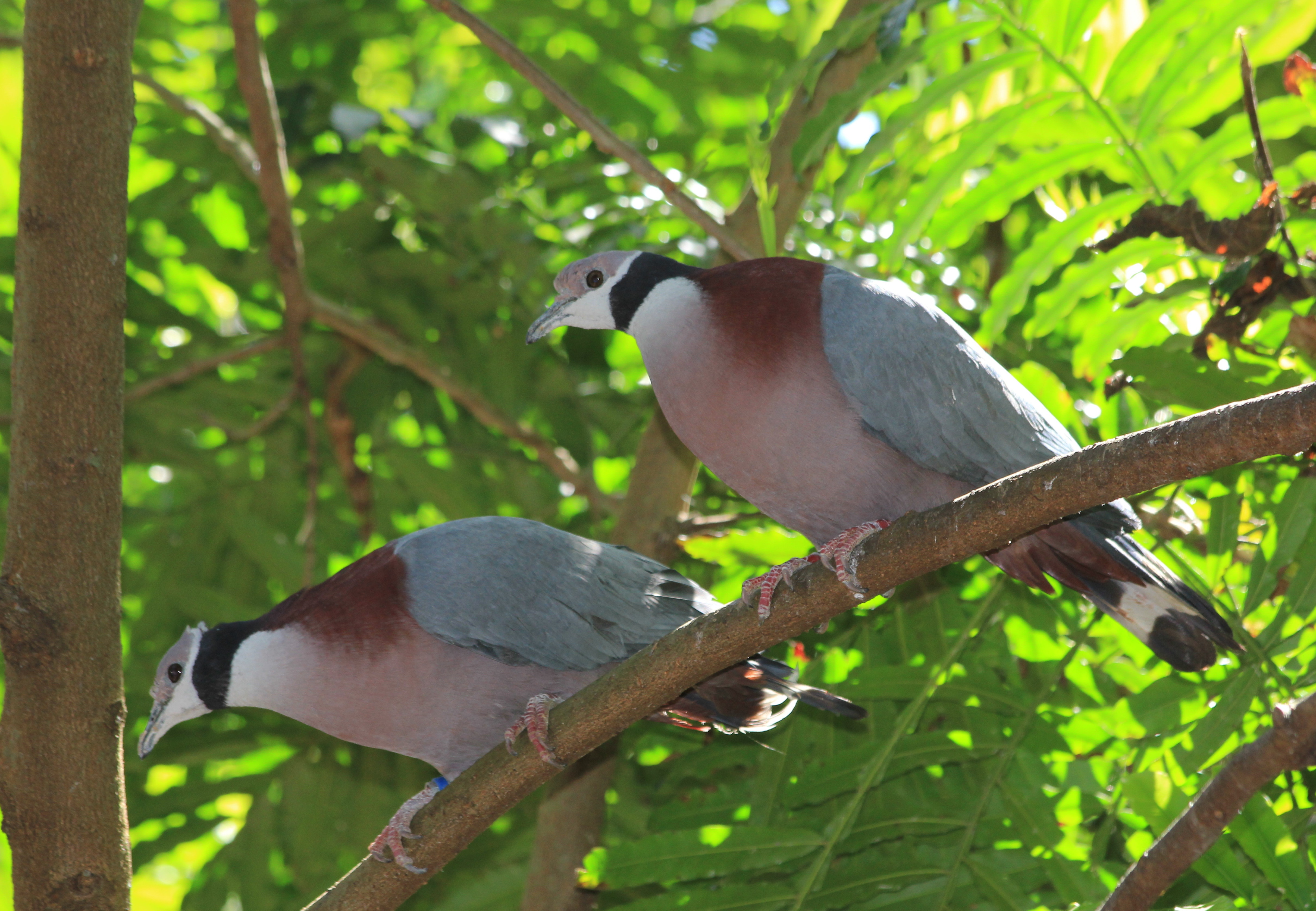
Білогорлий пінон

Довжина птаха становить 43 см, враховуючи хвіст довжиною 12,5-13,6 см. Виду не притаманний статевий диморфізм. Верхня частина голови лілова, окаймлена тонкою сірою смугою, горло і нижня частина обличчя сріблясто-сірі. На шиї широкий чорний "комір". Верхня частина тіла яскраво-бордова, крила темно-сірі. Надхвістя і верхні покривні пера хвоста темно-сірі, хвіст більш темний. На хвості широка світло-сіра смуга. Горло білувате, груди рожевувато-лілові. Нижня частина грудей і живіт рожевувато-лілові, живіт має сіруватий відтінок. Боки і стегна сіро-фіолетові, нижні покривні пера хвоста рудувато-коричневі. Дзьоб сірий, восковиця неоперена. Очі темно-карі, навколо очей вузькі жовтуваті кільця. Лапи яскраво-червоні.

## Поширення і екологія
Білогорлі пінони мешкають на Новій Гвінеї, на островах Ару та на західних островах Торресової протоки. Вони живуть у вологих рівнинних тропічних лісах і в мангрових лісах. Зустрічаються поодинці, парами і невеликими зграйками. Живляться плодами.